# Спора (Люксембург)
«Спора» (фр. CA Spora Luxembourg) — люксембурзький футбольний клуб із міста Люксембург, заснований 1923 року.

## Досягнення
- Чемпіонат Люксембургу
  -  Чемпіон (11): 1925, 1928, 1929, 1934, 1935, 1936, 1938, 1949, 1956, 1961, 1989
  -  Срібний призер (10): 1924, 1926, 1930, 1931, 1933, 1945, 1952, 1959, 1967, 1988

- Дивізіон Пошани
  -  Срібний призер (1): 2003
  -  Бронзовий призер (1): 2001

- Кубок Люксембургу
  -  Володар (8): 1928, 1932, 1940, 1950, 1957, 1965, 1966, 1980
  -  Фіналіст (8): 1925, 1929, 1930, 1931, 1934, 1945, 1963, 1987

### Як «Расінг» (Люксембург)
- Чемпіонат Люксембургу
  -  Чемпіон (1): 1910

- Кубок Люксембургу
  -  Володар (1): 1922

### Як «Спортинг» (Люксембург)
- Чемпіонат Люксембургу
  -  Чемпіон (1): 1911, 1919
  -  Срібний призер (3): 1912, 1914, 1916